# Rough Diamond (hudební skupina)
Rough Diamond je bývalá britská rocková skupina, kterou založil zpěvák David Byron po svém odchodu od Uriah Heep, společně s bývalým kytaristou Humble Pie Clemem Clempsonem a bývalým bubeníkem Wings Geoffem Brittonem. V roce 1977 vydala skupina stejnojmenné album Rough Diamond, které dosáhlo pozice #103 v žebříčku Billboard 200. Skupina se krátce po vydání tohoto alba rozpadla.